# Wolfgang Reich
Wolfgang Wilhelm Reich (* 2. August 1979) ist ein deutscher Degenfechter. Er war sowohl im Einzel als auch mit der Mannschaft Deutscher Meister und gewann Silber bei den Weltmeisterschaften 2003 in Havanna mit der Mannschaft. Sein Verein ist der Heidenheimer SB.

## Erfolge
Im Kadetten- und Juniorenalter wurde Reich im Einzel 7. bei den Kadetteneuropameisterschaften 1997 und 11. bei den Juniorenweltmeisterschaften im selben Jahr. Zwei Jahre später (1999) errang er den 8. Platz im Einzel und in der Mannschaft bei den Juniorenweltmeisterschaften.
In der Aktiven-Altersklasse wurde er Deutscher Meister 2007 im Einzel und zweiter im Jahr 2002. Auch in der Mannschaft war Reich erfolgreich: Mit dem Heidenheimer SB errang er die Deutsche Mannschaftsmeisterschaft 2000 und drei Silbermedaillen bei den Deutschen Mannschaftsmeisterschaften 2006, 2007 und 2008. Mit der Nationalmannschaft wurde Reich zweiter bei den Weltmeisterschaften 2003 in Havanna nach einer Finalniederlage gegen Russland. Seine Mitstreiter in der Mannschaft waren Jörg Fiedler, Norman Ackermann und Christoph Kneip. Im Einzel belegte er den 64. Platz.

## Leben
Von 2012 bis 2016 war Wolfgang Reich Vorstand der Karwendelbahn AG. Vom Landgericht Stuttgart wurde Wolfgang Reich 2013 verurteilt (seit 2014 rechtskräftig) und darf dem Vorstand nach §76 Abs. 3 Ziff. 3 des Aktiengesetzes nicht mehr angehören und ist nun Mitglied des Aufsichtsrats der Karwendelbahn AG.
Das Landesgericht Stuttgart hat Reich zu 1,5 Jahre Haft auf Bewährung verurteilt. Reich hatte zwischen 2000 und 2007 Dutzende Gesellschaften gegründet, die sich gegenseitig Geld überwiesen haben. Nachdem das Geld im Handelsregister eingetragen war, wurde es zurücküberwiesen. Von dem vorhandenen Vermögen wurden Reich Privatdarlehen im Wert von mehreren Hunderttausend Euro genehmigt.